# François Roux
François Roux (Guatemala-Stad, 30 december 1957) is een Belgisch diplomaat.

## Biografie
François Roux studeerde economie aan de Universiteit Panthéon-Assas in Parijs en public affairs en internationale betrekkingen aan de Université catholique de Louvain.
Van 1987 tot 1989 werkte hij op het ministerie van Buitenlandse Zaken in Brussel. Van 1989 tot 1992 was hij plaatsvervangend permanent vertegenwoordiger bij de Voedsel- en Landbouworganisatie, het Wereldvoedselprogramma en het Internationaal Fonds voor Landbouwontwikkeling in Rome, van 1992 tot 1996 eerste secretaris op de permanente vertegenwoordiging bij de Europese Unie en van 1996 tot 1999 politiek raadgever op de permanente vertegenwoordiging bij de Verenigde Naties in New York. Van 1999 tot 2001 werkte hij terug in Brussel als Europees correspondent en hoofd van de afdeling CFSP en van 2001 tot 2002 was Roux adjunct-kabinetschef verantwoordelijk voor Europese aangelegenheden van minister van Buitenlandse Zaken Louis Michel (MR). Van 2002 tot 2004 was hij plaatsvervangend permanent vertegenwoordiger bij de Europese Unie (COREPER I) en van 2004 tot 2006 was hij permanente vertegenwoordiger bij het kantoor van de Verenigde Naties in Genève en verschillende internationale organisaties in Genève.
Van 2006 tot 2008 was Roux ambassadeur in Kigali, van 2008 tot 2011 kabinetschef van staatssecretaris van Europese Zaken Olivier Chastel, van 2011 tot 2012 andermaal permanent vertegenwoordiger bij het kantoor van de Verenigde Naties in Genève, van 2012 tot 2016 directeur-generaal Europese Zaken bij Buitenlandse Zaken en van 2016 tot 2019 permanent vertegenwoordiger bij de Europese Unie (COREPER II).
In december 2019 werd hij kabinetschef van voorzitter van de Europese Raad Charles Michel. Hij werd in juni 2020 in deze functie vervangen. Sindsdien is hij adviseur bij het Egmontinstituut.